# 51023 Benavidezlozano
51023 Benavidezlozano este o planetă minoră (asteroid), cu un diametru de 5,341 km, din centura de asteroizi. A fost descoperită pe 2 aprilie 2000 la Stația Anderson Mesa de Lowell Observatory Near-Earth-Object Search. 
Obiectul prezintă o orbită caracterizată de o semiaxă mare de 2,5591683975135 UAi, o excentricitate de 0,17040453203076, o înclinație de 15,203249288737 ° în raport cu ecliptica.